# A Folies Bergère bárja
A Folies Bergère bárja című festmény Édouard Manet munkája, amely a londoni Courtauld Gallery gyűjteményének része.

## Keletkezése
Az 1881–1882-ben festett, az 1882-es párizsi Salonon bemutatott kép Manet utolsó nagy mesterműve. A festő a következő évben meghalt. A kompozíció színhelye a Folies Bergère, amely 1869-es megnyitása után hamar népszerű szórakozóhellyé vált. Manet és barátai gyakran látogatták, és a festő számos vázlatot készített a helyszínen. A festmény azonban nem ott, hanem a műtermében készült, a modell a bár Suzon nevű alkalmazottja volt.
A kép előterében a márvány bárpult, azon csendéletként elrendezve beazonosítható italok, bor, pezsgő, borsmenta likőr és a vörös háromszöges címkéjéről könnyen felismerhető brit sör, a Bass, valamint virágok és egy mandarinokkal telerakott tál látható. A kiszolgálólány a bárpult szélén nyugtatja kezeit, arca mélabús, tekintete nem találkozik a nézőével.
A mulató a bárpult mögötti falat beterítő tükörben látszik. A divatos közönség cirkuszi előadást néz, a bal felső sarokban látható egy artista zöld cipője és alsó lábszára. A festmény szemlélője kettős szerepben van, hiszen az ő szemszöge a vásárló szemszöge is. A vevő is megjelenik a képen, a kisasszonytól balra tükröződik, ahogy leadja rendelését. A tükröződés nem felel meg a perspektívának, de Manet ezt tudatosan ignorálta.